# Koparit Kuopio
Koparit Kuopio was een Finse voetbalclub uit Kuopio. De club werd in 1931 opgericht als KPT Kuopio en nam begin jaren tachtig de huidige naam aan.
In 1971 won KPT de eindronde van de tweede klasse en promoveerde zo voor het eerst naar de hoogste klasse. Na enkele seizoenen middenmoot degradeerde de club in 1976. Na één seizoen keerde de club terug en werd meteen vicekampioen. In 1981 won de club de eerste fase van het kampioenschap maar eindigde tweede in de eindronde achter HJK Helsinki. In 1987 degradeerde de club opnieuw. In 1990 fuseerde de club met Elo Kuopio en ging verder onder de naam FC Kuopio.

## Erelijst
- Beker van Finland

Finalist: 1957, 1978

## Koparit in Europa
#R = #ronde, T/U = Thuis/Uit, W = Wedstrijd, PUC = punten UEFA coëfficiënten .
Uitslagen vanuit gezichtspunt Koparit Kuopio
| Seizoen | Competitie | Ronde | Land            | Club           | Totaalscore | 1e W    | 2e W    | PUC |
| ------- | ---------- | ----- | --------------- | -------------- | ----------- | ------- | ------- | --- |
| 1979/80 | UEFA Cup   | 1R    | Vlag van Zweden | Malmö FF       | 1-4         | 1-2 (T) | 0-2 (U) | 0.0 |
| 1982/83 | UEFA Cup   | 1R    | Vlag van België | RSC Anderlecht | 1-6         | 0-3 (U) | 1-3 (T) | 0.0 |